# Novomîhailivka, Cernihivka
Novomîhailivka (în ucraineană Новомихайлівка) este o comună în raionul Cernihivka, regiunea Zaporijjea, Ucraina, formată numai din satul de reședință.

## Demografie
Componența lingvistică a comunei Novomîhailivka
     Ucraineană (95,56%)
     Rusă (3,93%)
     Alte limbi (0,5%)
Conform recensământului din 2001, majoritatea populației comunei Novomîhailivka era vorbitoare de ucraineană (95,56%), existând în minoritate și vorbitori de rusă (3,93%).